# Филмографија Скарлет Џохансон
Скарлет Џохансон је америчка глумица која је дебитовала је у комично-драмском филму Норт из 1994. године. Прву главну улогу остварила је као једанаестогодишња сестра трудне тинејџерке у филму Мени и Ло (1996), за који је добила номинацију за награду Спирит за најбољу главну глумицу. Скарлет је играла у драми Роберта Редфорда Шаптач коњима (1998) и појавила се у црној комедији Свет духова (2001). Две године касније, играла је младу жену у безвољном браку у филму Софије Кополе Изгубљени у преводу, а такође је тумачила слушкињу у домаћинству холандског сликара Јоханеса Вермера у филму Девојка са бисерном минђушом са Колином Фертом. Била је номинована за оба филма на 61. додели Златних глобуса, а за први филм добила је награду БАФТА за најбољу главну глумицу.
Две године касније, Скарлет је играла у психолошком трилеру Вудија Алена Завршни ударац, за који је добила номинацију за Златни глобус за најбољу споредну глумицу у играном филму. Године 2006, појавила се у психолошком трилеру Кристофера Нолана Престиж и тумачила студенткињу новинарства у Аленовом филму Ударна вест. Те исте године, први пут је била водитељка телевизијског шоу-програма Суботом увече уживо, који је од тада водила још пет пута, закључно са 2019. годином. Две године касније, играла је у романтичној драми-комедији Вудија Алена Љубав у Барселони са Хавијером Бардемом и Пенелопе Круз и тумачила сестру енглеске краљице Ане Болен, Мери, у историјској драми Друга Боленова кћи (2008) са Натали Портман и Ериком Баном. Добила је награду Тони за најбољу споредну глумицу у представи за дебитантски наступ на Бродвеју у римејку драме Артура Милера A View from the Bridge из 2010. године.
Тумачила је лик Црне удовице у филму о суперхеројима Ајронмен 2 (2010) из Марвеловог филмског универзума. Скарлет је поновила ту улогу у филму Џоса Видона Ајронмен 2 2012. године. Следеће године, глумила је у бродвејском римејку драме Тенесија Вилијамса Cat on a Hot Tin Roof са Кираном Хиндсом и позајмила глас вештачкој интелигенцији у филму Спајка Џоунза Она са Хоакином Фениксом. Скарлет се поново појавила као Црна удовица у филмовима о суперхеројима из Марвеловог универзума: Капетан Америка: Зимски војник, његовом наставку Капетан Америка: Грађански рат, као и у филмовима Осветници: Ера Алтрона, Осветници: Рат бескраја и Осветници: Крај игре, последњи од њих је други филм са највећом зарадом свих времена.
Скарлет је играла жену која пролази кроз развод у комично-драмском филму Ноа Баумбаха Прича о браку са Адамом Драјвером и мајку која крије јеврејску девојчицу у нацистичкој Немачкој у сатиричној црној комедији Таике Ваититија Зец Џоџо (оба из 2019. године). За први филм добила је номинацију за Оскара за најбољу глумицу, а за други номинацију у категорији за најбољу споредну глумицу.

## Филм
| Година | Наслов                                    | Улога                          | Напомена                          | Реф.          |
| ------ | ----------------------------------------- | ------------------------------ | --------------------------------- | ------------- |
| 1994.  | Норт                                      | Лора Нелсон                    |                                   | [ 1 ] [ 12 ]  |
| 1995.  | Праведан циљ                              | Кејт Армстронг                 |                                   | [ 13 ]        |
| 1996.  | Кад би Луси пала                          | Емили                          |                                   | [ 14 ]        |
| 1996.  | Мени и Ло                                 | Аманда                         |                                   | [ 13 ]        |
| 1997.  | Пад                                       | девојчица                      |                                   | [ 13 ]        |
| 1997.  | Сам у кући 3                              | Моли Пруит                     |                                   | [ 15 ]        |
| 1998.  | Шаптач коњима                             | Грејс Маклин                   |                                   | [ 16 ]        |
| 1999.  | Мој брат прасе                            | Кети Калдвел                   |                                   | [ 17 ]        |
| 2001.  | Човек који није био ту                    | Рејчел Берди Абандас           |                                   | [ 18 ] [ 19 ] |
| 2001.  | Свет духова                               | Ребека                         |                                   | [ 20 ]        |
| 2001.  | Америчка рапсодија                        | Сузан Шандор                   |                                   | [ 21 ] [ 22 ] |
| 2002.  | Пауци нападају                            | Ешли Паркер                    |                                   | [ 23 ]        |
| 2003.  | Изгубљени у преводу                       | Шарлот                         |                                   | [ 24 ]        |
| 2003.  | Девојка са бисерном минђушом              | Грит                           |                                   | [ 25 ]        |
| 2004.  | Савршени тест                             | Франческа Кертис               |                                   | [ 26 ]        |
| 2004.  | Љубавна песма за Бобија Лонга             | Перси Вил                      |                                   | [ 27 ]        |
| 2004.  | Добра жена                                | Мег Виндермер                  |                                   | [ 28 ]        |
| 2004.  | Сунђер Боб Коцкалоне                      | Минди                          | гласовна улога                    | [ 29 ]        |
| 2004.  | У добром друштву                          | Алекс Фореман                  |                                   | [ 30 ] [ 31 ] |
| 2005.  | Завршни ударац                            | Нола Рајс                      |                                   | [ 32 ]        |
| 2005.  | Острво                                    | Сара Џордан                    |                                   | [ 33 ]        |
| 2006.  | Ударна вест                               | Сондра Прански                 |                                   | [ 34 ]        |
| 2006.  | Црна далија                               | Кетрин Кеј Лејк                |                                   | [ 35 ]        |
| 2006.  | Престиж                                   | Оливија Венскомб               |                                   | [ 36 ]        |
| 2007.  | Дневник једне дадиље                      | Ени Бредок                     |                                   | [ 37 ]        |
| 2008.  | Друга Боленова кћи                        | Мери Болин                     |                                   | [ 38 ]        |
| 2008.  | Љубав у Барселони                         | Кристина                       |                                   | [ 39 ]        |
| 2008.  | Дух                                       | Силкен Флос                    |                                   | [ 40 ]        |
| 2009.  | Ти га просто не занимаш                   | Ана                            |                                   | [ 41 ]        |
| 2009.  | These Vagabond Shoes                      | Н/Д                            | кратки филм; режисер и сценариста | [ 42 ] [ 43 ] |
| 2010.  | Ајронмен 2                                | Црна удовица/Наташа Романов    |                                   | [ 44 ]        |
| 2011.  | The Whale                                 | Н/Д                            | извршни продуцент                 | [ 45 ]        |
| 2011.  | Купили смо зоо врт                        | Кели Фостер                    |                                   | [ 46 ]        |
| 2012.  | Осветници                                 | Црна удовица/Наташа Романов    |                                   | [ 47 ]        |
| 2012.  | Хичкок                                    | Џенет Ли                       |                                   | [ 48 ]        |
| 2013.  | Дон Џон                                   | Барбара Шугарман               |                                   | [ 49 ]        |
| 2013.  | Под кожом                                 | Лора                           |                                   | [ 50 ]        |
| 2013.  | Она                                       | Саманта                        | гласовна улога                    | [ 51 ]        |
| 2014.  | Кувар                                     | Моли                           |                                   | [ 52 ]        |
| 2014.  | Луси                                      | Луси                           |                                   | [ 53 ]        |
| 2014.  | Капетан Америка: Зимски војник            | Црна удовица / Наташа Романов  |                                   | [ 54 ]        |
| 2015.  | Avengers: Age of Ultron                   | Црна удовица / Наташа Романов  |                                   | [ 55 ]        |
| 2015.  | American Express Unstaged: Ellie Goulding | Н/Д                            | концертни филм; режисер           | [ 56 ]        |
| 2016.  | Осветници: Ера Алтрона                    | Црна удовица / Наташа Романов  |                                   | [ 57 ]        |
| 2016.  | Аве Цезаре!                               | Барбара Шугарман               |                                   | [ 58 ]        |
| 2016.  | Књига о џунгли                            | Ка                             | гласовна улога                    | [ 59 ]        |
| 2016.  | Певајмо                                   | Еш                             | гласовна улога                    | [ 60 ]        |
| 2017.  | Дух у оклопу                              | Мотоко Кусанаги                |                                   | [ 61 ]        |
| 2017.  | Лудило девојачке вечери                   | Џесика Тајер                   |                                   | [ 62 ] [ 63 ] |
| 2017.  | Тор: Рагнарок                             | Црна удовица / Наташа Романов  | архивски снимак                   |               |
| 2018.  | Острво паса                               | Нутмег                         | гласовна улога                    | [ 64 ]        |
| 2018.  | Осветници: Рат бескраја                   | Црна удовица / Наташа Романов  |                                   | [ 65 ]        |
| 2019.  | Капетан Марвел                            | Црна удовица / Наташа Романов  | непотписани камео                 | [ 66 ]        |
| 2019.  | Осветници: Крај игре                      | Црна удовица / Наташа Романов  |                                   | [ 67 ]        |
| 2019.  | Прича о браку                             | Никол Барбер                   |                                   | [ 68 ]        |
| 2019.  | Зец Џоџо                                  | Рози Бецлер                    |                                   | [ 69 ]        |
| 2021.  | Црна удовица                              | Црна удовица / Наташа Романов  | такође извршни продуцент          | [ 70 ] [ 71 ] |
| 2021.  | Певајмо 2                                 | Ash (voice)                    | гласовна улога                    | [ 72 ] [ 73 ] |
| 2023.  | Астероид Сити                             | Midge Campbell / Mercedes Ford |                                   | [ 74 ]        |
| 2023.  | My Mother's Wedding                       | Кетрин                         |                                   | [ 75 ]        |
| 2024.  | Одведи ме на Месец                        | Кели Џоунс                     | такође продуцент                  | [ 76 ] [ 77 ] |
| 2024.  | Трансформерси: Почетак                    | Елита-1                        | гласовна улога                    | [ 78 ]        |
| 2024.  | Sing: Thriller                            | Еш                             | кратки филм, гласовна улога       | [ 79 ]        |
| 2025.  | Thunderbolts*                             | Н/Д                            | извршни продуцент                 | [ 80 ]        |
| 2025.  | Eleanor the Great                         | Н/Д                            | у постпродукцији; director        | [ 81 ]        |
| 2025.  | The Phoenician Scheme                     | рођака Хилда                   | у постпродукцији                  | [ 82 ]        |
| 2025.  | Jurassic World Rebirth                    | Зора Бенет                     | у постпродукцији                  | [ 83 ]        |

## Телевизија
| Година     | Наслов                    | Улога         | Напомена                                                                 | Реф.                               |
| ---------- | ------------------------- | ------------- | ------------------------------------------------------------------------ | ---------------------------------- |
| 1995.      | The Client                | Џена Халивел  | епизода Pilot                                                            | [ 84 ]                             |
| 2004.      | Entourage                 | себе          | епизода New York; камео                                                  | [ 85 ]                             |
| 2005–2008. | Роботизовано пиле         | разни гласови | 6 епизода                                                                | [ 86 ]                             |
| 2006–2025. | Уживо суботом увече       | водитељ       | 13 епизода (водитељ 7 епизода)                                           | [ 87 ] [ 88 ] [ 89 ] [ 90 ] [ 91 ] |
| 2014.      | HitRecord on TV           | Оливија       | гласовна улога, епизода Re: Games; анимирани кратки филм Two Player Game | [ 92 ] [ 93 ]                      |
| 2021.      | Marvel Studios: Assembled | себе          | епизода The Making of Black Widow                                        | [ 94 ]                             |

## Позорница
| Година | Наслов                | Улога    | Позорница                | Напомена              | Реф.          |
| ------ | --------------------- | -------- | ------------------------ | --------------------- | ------------- |
| 2010.  | View from the Bridge  | Катарина | Позориште Корт           | 24. јануар – 4. април | [ 95 ] [ 96 ] |
| 2013.  | Cat on a Hot Tin Roof | Маргарет | Позориште Ричард Роджерс | 17. јануар – 30. март | [ 97 ] [ 98 ] |

## Видео-игра
| Година | Наслов                          | Улога          | Напомена                              | Реф.   |
| ------ | ------------------------------- | -------------- | ------------------------------------- | ------ |
| 2004.  | The SpongeBob SquarePants Movie | Принцеза Минди | гласовна улога, конзолне и PC верзије | [ 99 ] |

## Музички спотови
| Година | Наслов                           | Уметник                     | Реф.            |
| ------ | -------------------------------- | --------------------------- | --------------- |
| 2003.  | Girl with a Pearl                | Труман                      | [ 100 ]         |
| 2006.  | When the Deal Goes Down          | Боб Дилан                   | [ 101 ]         |
| 2007.  | What Goes Around... Comes Around | Џастин Тимберлејк           | [ 102 ]         |
| 2008.  | Yes We Can                       | will.i.am                   | [ 103 ]         |
| 2009.  | Relator                          | Пит Јорн и Скарлет Јохансон | [ 104 ]         |
| 2018.  | Bad Dreams                       | Пит Јорн и Скарлет Јохансон | [ 105 ] [ 106 ] |